# Bantargebang (Bantargebang)
Bantargebang is een bestuurslaag in het regentschap Kota Bekasi van de provincie West-Java, Indonesië. Bantargebang telt 35.059 inwoners (volkstelling 2010). Bantargebang verwijst tevens naar een van de grootste vuilnisbelten ter wereld.

## Vuilnisbelt
Op de vuilnisbelt van Bantargebang komt het afval uit omliggende steden terecht. Een groot deel van de bevolking van de bestuurslaag Bantargebang woont op deze vuilnisbelt, die ook Bantargebang wordt genoemd. Naar schatting wonen er ongeveer 18.000 gezinnen op deze vuilnisbelt. Er komen duizenden tonnen aan afval dagelijks op deze vuilnisbelt terecht. Als enige compensatie voor het leven tussen al dit afval krijgen bewoners van Bantargebang een kleine vergoeding van de Indonesische overheid. Ondanks deze vergoeding die men krijgt, heerst er veel armoede onder de bewoners van Bantargebang. Men verzamelt afval zoals plastic voorwerpen en probeert het daarna te verkopen om een inkomen te verzamelen.
Een deel van het afval komt uit steden als Jakarta en Bekasi. Verder komt een deel van het afval uit het buitenland. Dagelijks komen schepen aan in Indonesië met afval uit Europa en andere werelddelen. Het leven op deze vuilnisbelt kan zorgen voor meerdere gezondheidsrisico's, zoals het besmet raken met giftige stoffen die uit het afval komen. Daarnaast kan men zich bezeren aan scherpe voorwerpen tussen het afval. Tot nu toe is er vanuit overheden weinig initiatief genomen om de huidige situatie te veranderen. Al sinds lange tijd wordt er door o.a. de Indonesische overheid gezocht naar een alternatief om vuilnis te storten en te kunnen recycleren, maar afval komt nog elke dag binnen op Bantargebang en alternatieven lijken nog niet op korte termijn te verschijnen. Het huidige plan is Bantargebang te sluiten in 2021. De vuilnisbelt zou dan geen ruimte meer hebben voor het verwerken van nog meer afval. Toch is ook dit niet zeker. Zo is niet bekendgemaakt wat er met het afval gaat gebeuren en waar mensen die op de vuilnisbelt wonen heen kunnen gaan.